# 프리스타일 스키

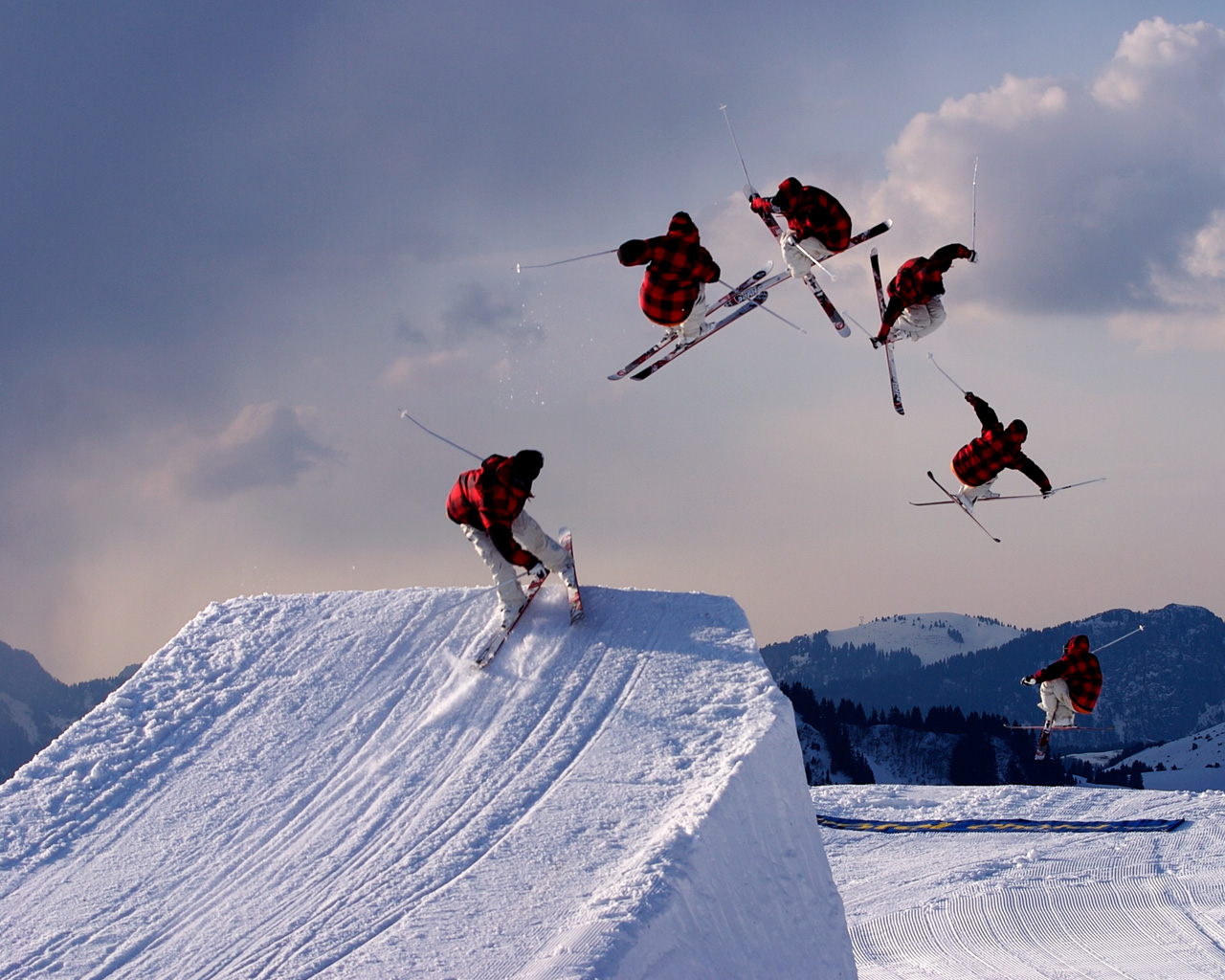
프리스타일 스키

프리스타일 스키(영어: freestyle skiing, 문화어: 자유형스키)는 알파인 스키보다 경사도가 높은 직선 슬로프에 두 곳의 점프둔턱을 설치하고, 중간에 설치된 눈 둔턱들 위를 최대한 빠르고 정확한 균형감각을 유지하며 내려오는 경기이다. 모굴, 크로스(ski cross), 하프 파이프, 빅 에어(big air) 종목이 있다. 
프리스타일 스키는 노르웨이의 스키 선수들이 알파인과 크로스컨트리 훈련 가운데 재주를 부리기 시작한 1930년대에 시작되었다. 그 뒤 미국에서 열린, 경쟁을 하지 않는 프로 스키 시범 경기가 공연을 선보였는데 나중에 이를 프리스타일이라고 불렀다. 공중 스키는 1950년 즈음에 올림픽 금메달 선수 Stein Eriksen이 만들었다.

## 같이 보기
- 올림픽 프리스타일